# جنازة

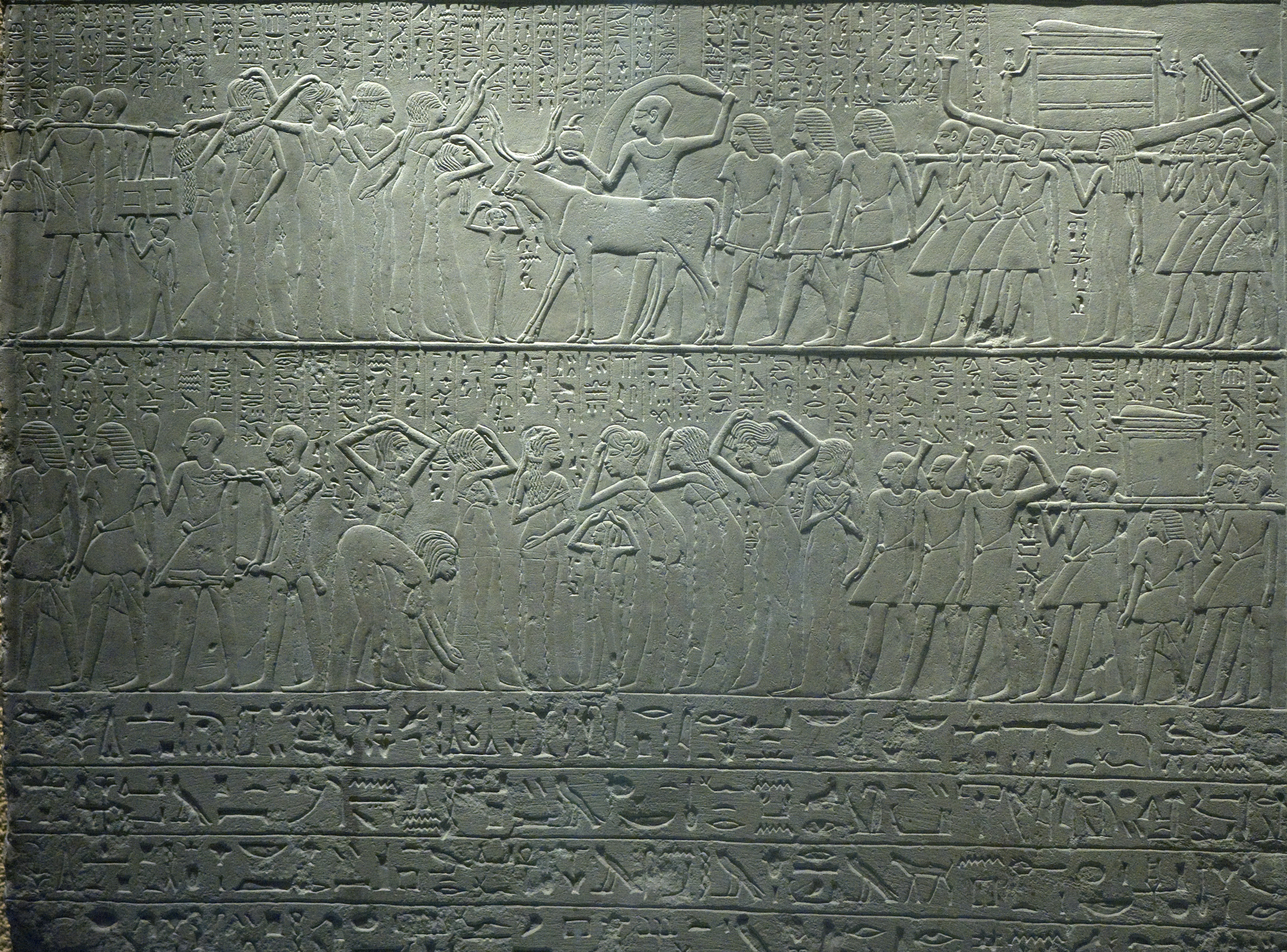
مسيرة جنائزية منحوتة في إحدى مقابر قدماء المصريين

الجِنَازة هي مراسم تقام لتشييع وفاة شخص. بغسل الميت وتكفينه وتطيبه بالعطر هذه عادات جنائزية لا تختلف كثيرا في الديانة السماوية بشرائعها السماوية اليهودية وعليها اليهود والمسيحيون والشريعة الإسلامية وعليها المسلمون وتختلف الطقوس وأشكال الصلاة على الميت واتجاه دفنه وهو ما يعلمه جيدا أتباع كل رسالة سماوية.
أما الديانات الوضعية وعند الحضارات فلكل عاداته وتقاليده؛ فالهندوسية يحرقون الميت وينثرون تراب الحريق بالبحيرة المقدسة والمصريون القدماء كانوا يجرون إجراءات تحنيط الميت ويدفنونه في اليوم الأربعين، ويضعون يديه في وضع متقاطع على صدره في رقده أطلق عليها الوضع الأوزيري، وسموا إله الموت أنوبيس ودفنوا موتاهم في البر الغربي من النيل، وأطلقوا على الغرب بوابة العالم الآخر وأعظم مقابرهم ب وادي الملوك بالبر الغربي بالأقصر بمصر. وكانوا يلفون الميت في لفائف بعد تحنيط الجثة وحفظ الأحشاء الداخلية في أربعة أواني عرفت ب الأواني الكانوبية. ويوضع الميت في تابوت ومعه لفائف بردي عليها نصوص كتاب الموتى ويضعون معه مايلزمه في العالم الآخر حسب عقيدتهم.
ولا زالت بعض العادات الجنائزية في ريف وصعيد مصر متأثرة بعادات فرعونية بالرغم من مرور آلاف السنين. فلا زالت بعض الريفيات تخرج حاملة الطعام للمقابر توزعه كنوع من الصدقة على الميت، وهي تشبه المصرية الفرعونية حاملة القرابين. ولا زالت عادات مثل غسل ملابس الميت في اليوم الثالث للوفاة بالقرى القديمة بمصر، ولا زال البعض يضع في القبر الجديد بعض الخبز والملح وقلة ماء وعادات كثيرة منشأها فرعوني. ولايدري غالبية من يفعلها لماذا يفعلها غير أن هذا ماوجد عليه آباءه السابقين.